# Ministerio de Educación, Universidad e Investigación (Italia)
El Ministerio de Educación, Universidades e Investigación (en italiano: Ministero dell'Istruzione, dell'Università e della Ricerca o MIUR) fue el ministerio del gobierno italiano para el sistema nacional de educación, las universidades y los organismos de investigación hasta 2020, cuando fue dividido en dos Ministerios: Educación y Universidades e Investigación.
El actual ministro de Educación es Giuseppe Valditara, mientras la de Universidades e Investigación es Anna Maria Bernini.

## Historia
En 1988, el Ministerio de universidades e Investigación, se separó de la secretaría de Educación Pública. En el primer gabinete Prodi, los dos organismos se fundieron en el nuevo Ministerio de Educación, Universidades e Investigación Científica y Tecnológica, y a continuación como el Ministerio de Educación, Universidades e Investigación (MIUR) en el segundo y tercer Gobierno Berlusconi. Los dos se volvieron a separar en la segunda etapa de Prodi en el Consejo de Ministros, el 17 de mayo de 2006, para, a continuación, volver a fusionarse en el cuarto gabinete de Berlusconi, el 7 de mayo de 2008.

## Estructura

### A nivel nacional
- Departamento de planificación de la gestión del presupuesto, de recursos humanos y de información.
- Departamento de Educación.
- Departamento de Universidades e instituciones de educación superior como las Artes, la Música y la Danza.

Los tres Departamentos deben llevar a cabo las políticas dictadas por el Ministerio, en la forma pactada por sus miembros y con la perspectiva de mejorar los programas de política educativa existentes.

### A nivel local
Las oficinas regionales de educación (llamadas "uffici"), en relación con los centros administrativos autónomos, persiguen el cumplimiento de las instrucciones de los Departamentos, apoyando directamente a los centros de enseñanza (colegios, escuelas, liceos o facultades), y articulando las políticas educativas sobre el terreno.

## Ministros

### Desde 2001
| Nombre (Nacido Muerto)                                       | Nombre (Nacido Muerto)         | Retrato | Plazo de Oficina        | Plazo de Oficina        | Parte                                         | Gabinete                     |
| ------------------------------------------------------------ | ------------------------------ | ------- | ----------------------- | ----------------------- | --------------------------------------------- | ---------------------------- |
| El ministro de Educación, Universidad e Investigación (MIUR) |                                |         |                         |                         |                                               |                              |
|                                                              | Letizia Moratti (1949– )       |         | 11 de junio de 2001     | 17 de mayo de 2006      | Forza Italia                                  | Berlusconi II Berlusconi III |
| El ministro de Educación Pública                             |                                |         |                         |                         |                                               |                              |
|                                                              | Giuseppe Fioroni (1958– )      |         | 17 de mayo de 2006      | 8 de mayo de 2008       | La Margarita Partido Democrático              | Prodi II                     |
| El ministro de Universidades e Investigación                 |                                |         |                         |                         |                                               |                              |
|                                                              | Fabio Mussi (1948– )           |         | 17 de mayo de 2006      | 8 de mayo de 2008       | Demócratas de Izquierda Izquierda Democrática | Prodi II                     |
| El ministro de Educación, Universidad e Investigación (MIUR) |                                |         |                         |                         |                                               |                              |
|                                                              | Mariastella Gelmini (1973– )   |         | 8 de mayo de 2008       | 16 de noviembre de 2011 | El Pueblo de la Libertad                      | Berlusconi IV                |
|                                                              | Francesco Profumo (1953– )     |         | 16 de noviembre de 2011 | El 28 de abril de 2013  | Independiente                                 | Monti                        |
|                                                              | Maria Chiara Carrozza (1965– ) |         | El 28 de abril de 2013  | 22 de febrero de 2014   | Partido Democrático                           | Letta                        |
|                                                              | Stefania Giannini (1960– )     |         | 22 de febrero de 2014   | 12 de diciembre de 2016 | Cívica Elección Partido Democrático           | Renzi                        |
|                                                              | Valeria Fedeli (1949– )        |         | 12 de diciembre de 2016 | El 1 de junio de 2018   | Partido Democrático                           | Gentiloni                    |
|                                                              | Marco Bussetti (1962– )        |         | El 1 de junio de 2018   | 5 de septiembre de 2019 | Independiente                                 | Conte                        |
|                                                              | Lorenzo Fioramonti (1977– )    |         | 5 de septiembre de 2019 | 25 de diciembre de 2019 | Movimiento 5 Estrellas                        | Conte II                     |
|                                                              | Lucia Azzolina (1982– )        |         | 10 de enero de 2020     | La titular de           | Movimiento 5 Estrellas                        | Conte II                     |